# Zborny Korpus Kawaleryjski
Zborny Korpus Kawaleryjski Imperium Rosyjskiego – jeden ze związków operacyjno-taktycznych  Imperium Rosyjskiego w czasie I wojny światowej.  
Korpus wchodził w skład 8 Armii, od 12 sierpnia 1915 do 18 października 1915.